# Hınıs
 (mars 2024).
Si vous disposez d'ouvrages ou d'articles de référence ou si vous connaissez des sites web de qualité traitant du thème abordé ici, merci de compléter l'article en donnant les références utiles à sa vérifiabilité et en les liant à la section « Notes et références ».
 (mars 2024).
La mise en forme du texte ne suit pas les recommandations de Wikipédia : il faut le « wikifier ».
Les points d'amélioration suivants sont les cas les plus fréquents. Le détail des points à revoir est peut-être précisé sur la page de discussion.
- Les titres sont pré-formatés par le logiciel. Ils ne sont ni en capitales, ni en gras.
- Le texte ne doit pas être écrit en capitales (les noms de famille non plus), ni en gras, ni en italique, ni en « petit »…
- Le gras n'est utilisé que pour surligner le titre de l'article dans l'introduction, une seule fois.
- L'italique est rarement utilisé : mots en langue étrangère, titres d'œuvres, noms de bateaux, etc.
- Les citations ne sont pas en italique mais en corps de texte normal. Elles sont entourées par des guillemets français : « et ».
- Les listes à puces sont à éviter, des paragraphes rédigés étant largement préférés. Les tableaux sont à réserver à la présentation de données structurées (résultats, etc.).
- Les appels de note de bas de page (petits chiffres en exposant, introduits par l'outil «  Source ») sont à placer entre la fin de phrase et le point final[comme ça].
- Les liens internes (vers d'autres articles de Wikipédia) sont à choisir avec parcimonie. Créez des liens vers des articles approfondissant le sujet. Les termes génériques sans rapport avec le sujet sont à éviter, ainsi que les répétitions de liens vers un même terme.
- Les liens externes sont à placer uniquement dans une section « Liens externes », à la fin de l'article. Ces liens sont à choisir avec parcimonie suivant les règles définies. Si un lien sert de source à l'article, son insertion dans le texte est à faire par les notes de bas de page.
- La présentation des références doit suivre les conventions bibliographiques. Il est recommandé d'utiliser les modèles {{Ouvrage}}, {{Chapitre}}, {{Article}}, {{Lien web}} et/ou {{Bibliographie}}. Le mode d'édition visuel peut mettre en forme automatiquement les références.
- Insérer une infobox (cadre d'informations à droite) n'est pas obligatoire pour parachever la mise en page.

Pour une aide détaillée, merci de consulter Aide:Wikification.
Si vous pensez que ces points ont été résolus, vous pouvez retirer ce bandeau et améliorer la mise en forme d'un autre article.
Ne pas confondre avec le Hınıs, race de chevaux anatoliens.
Hınıs, anciennement Khnous (en arménien: Խնուս; en kurde : Xinûs), est une ville et un district de la province d'Erzurum dans la région de l'Anatolie orientale en Turquie.

## Géographie

Carte de la région

Elle est située au sud de la province d'Erzurum, à laquelle elle est administrativement affiliée. District; Il est entouré des districts d'Erzurum au nord et au nord-ouest, des districts de Varto et Karlıova à l'ouest et au sud, des districts de Bulanık, Merkez et Malazgirt au sud-est, de Karaçoban à l'est et des districts de Karayazı au nord-est. Le district de Hınıs a été fondé sur une plaine d'une altitude de 1 720 mètres, accidentée et entourée de montagnes. La région est entourée de hautes montagnes et la partie médiane est une plaine accidentée. Les montagnes importantes de Hınıs sont les montagnes Bingöl à l'ouest, les montagnes Akdoğan (Hamurpet) au sud, et elle est entourée par les montagnes Ak à l'est, les montagnes Kanca et les montagnes Karya au nord. Il y a des plateaux et des plateaux sur ces montagnes, notamment les monts Bingöl. Le terrain a généralement un aspect nu. Les zones agricoles sont peu nombreuses. L'altitude la plus élevée du district est la colline de Koğ, à 3 070 m d'altitude, sur les montagnes Bingöl.En géographie classique, la chaîne de montagnes s'appelle Abos Mons ou Albus Mons. Les légendes arméniennes ont fait du massif un paradis terrestre. Le massif reçoit son nom en 1945, mais Tavernier utilise également ce nom. Les montagnes Ak sont à 2 953 m, les montagnes Akdoğan à 2 879 m et la colline Kulluca à 2 754 m. L'altitude la plus basse est Hınıs et ses environs ; Elle se situe vers 1 650 m.

## Culture

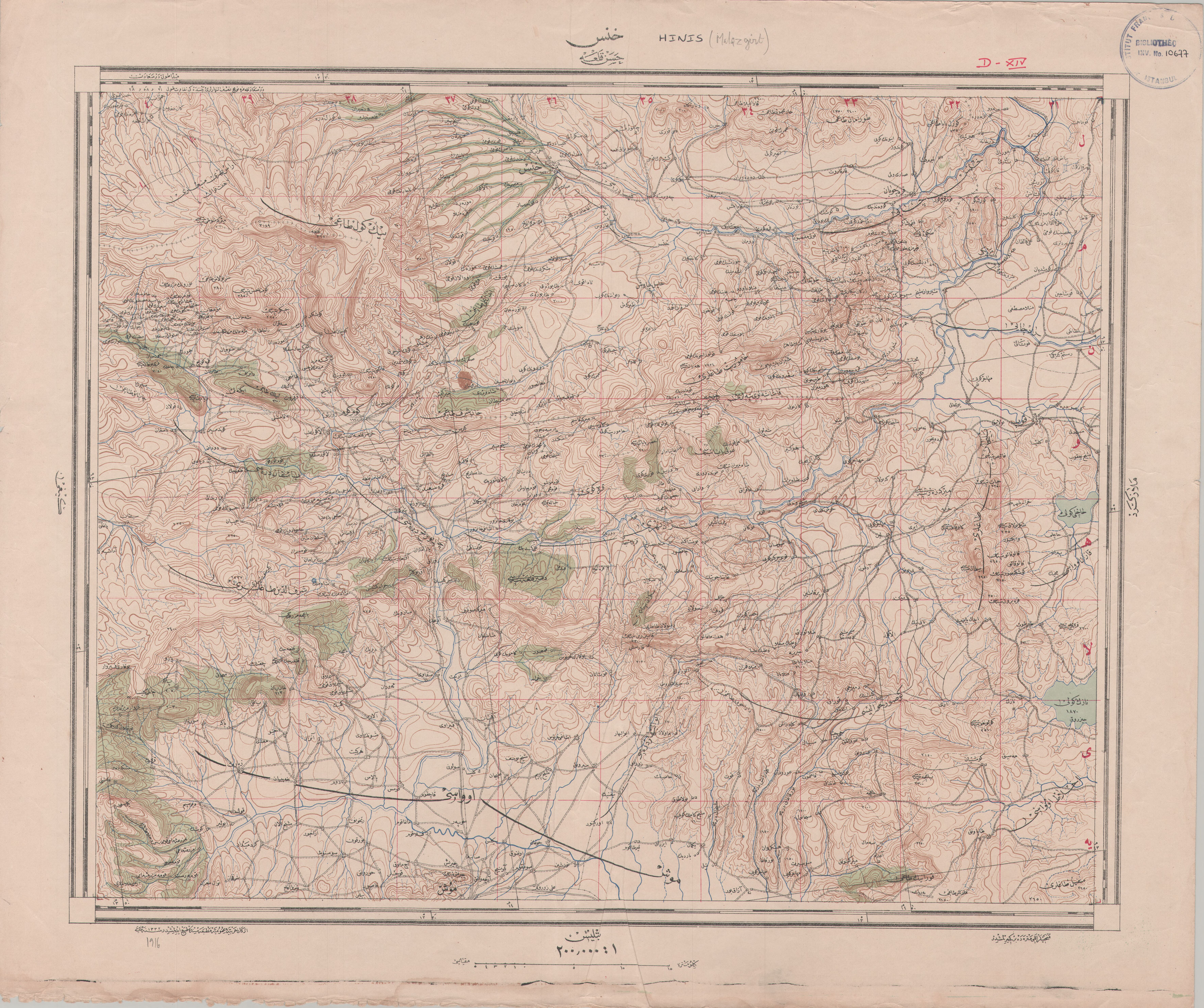
Carte de Hınıs, Bibliothèque nationale de France

Un fossile de mammouth trouvé à Hınıs est exposé au British Museum. Bien que la région ait attiré l’attention des archéologues et anthropologues étrangers, elle n’a pas attiré l’attention des autorités turques.
La Bible Hınıs, qui a été copiée en 1547 dans l'église Sainte-Marie, aujourd'hui en ruines, est importante pour les Arméniens.
Certains des lieux culturels et historiques de Hınıs sont :
- Les rivières Araset et Murat
- "Canyons de Hınıs"
- "Plateaux des Monts Bingöl"
- « Lac d'Akdoğan »
- Le « Château de Hınıs » a été construit par les Akkoyunlus et agrandi pendant la période ottomane. Il est aujourd'hui en ruines.
- Le « Château de Kalecik » est aujourd'hui en ruines.
- Le « Château et tombeau de Zernak » a été construit pendant le royaume d'Urartian. C'est en ruines.
- Le ” Château et monticule de Toprak ” ont été construits pendant le royaume d'Urartian. C'est en ruines.
- ” Mosquée Hınıs Ulu ” (elle a été construite par Alaaddin Bey, l'un des beys de Muş, en 1734. Elle est également connue sous le nom de mosquée Alaaddin Bey ou mosquée Dere. Elle a été construite comme un complexe social sous la forme d'un moulin et 20 magasins ainsi qu'une madrasa. Aujourd'hui, il ne reste que la partie mosquée.)
- ” Médersa Kolhisar ” (Elle se présente sous la forme d'une mosquée et d'une médersa. Elle a été fondée par Cheikh Mahmud El-Feyzi au XIXe siècle. Elle a été agrandie par son fils Cheikh Said au début du XXe siècle. connu, la madrasa a été détruite 3 fois. Son état actuel a été construit après le tremblement de terre de 1966. Cependant, l'intérieur de la madrasa Il a une histoire de plus de deux siècles. C'est un centre qui a formé des milliers d'étudiants.)
- ” Tombeau du martyr Cheikh Mahmud El-Feyzi Efendi ” (également connu sous le nom de Qube) ; Il est enterré dans une tombe sur une haute montagne située entre le village de Pınar et le village de Derince dans le district de Kolhisar. La zone autour du tombeau a été transformée en cimetière. Il est constamment visité par la population locale.
- Le martyre du village de Hırt se trouve dans le village d'Erence. C'est la tombe de Seyit Ömer Halil, le porteur du prophète islamique Mahomet. Cette visite a été découverte par Cheikh Mahmud el-Feyzi à la fin des années 1800. L'eau est sortie lors de la découverte du tombeau. Depuis ce jour jusqu’à aujourd’hui, cette eau coule à certaines saisons et sèche à certaines saisons.
- Les « ruines de l'église de Hınıs » sont situées dans la zone appelée Church Creek.
- Les ruines de « l'église rupestre » se trouvent dans le district de Gülüçimen. Cela crée des structures sculptées dans la roche. La chapelle a été construite sous la domination byzantine.
- Les « ruines de l'église Surp Sarkis » se trouvent dans les limites du village de Yolüstü.
- « Garmurak » est le lieu et la zone de loisirs où se trouve l'obélisque, que les Arméniens considèrent comme sacré. C'est dans le quartier de Bahçe.

## Histoire

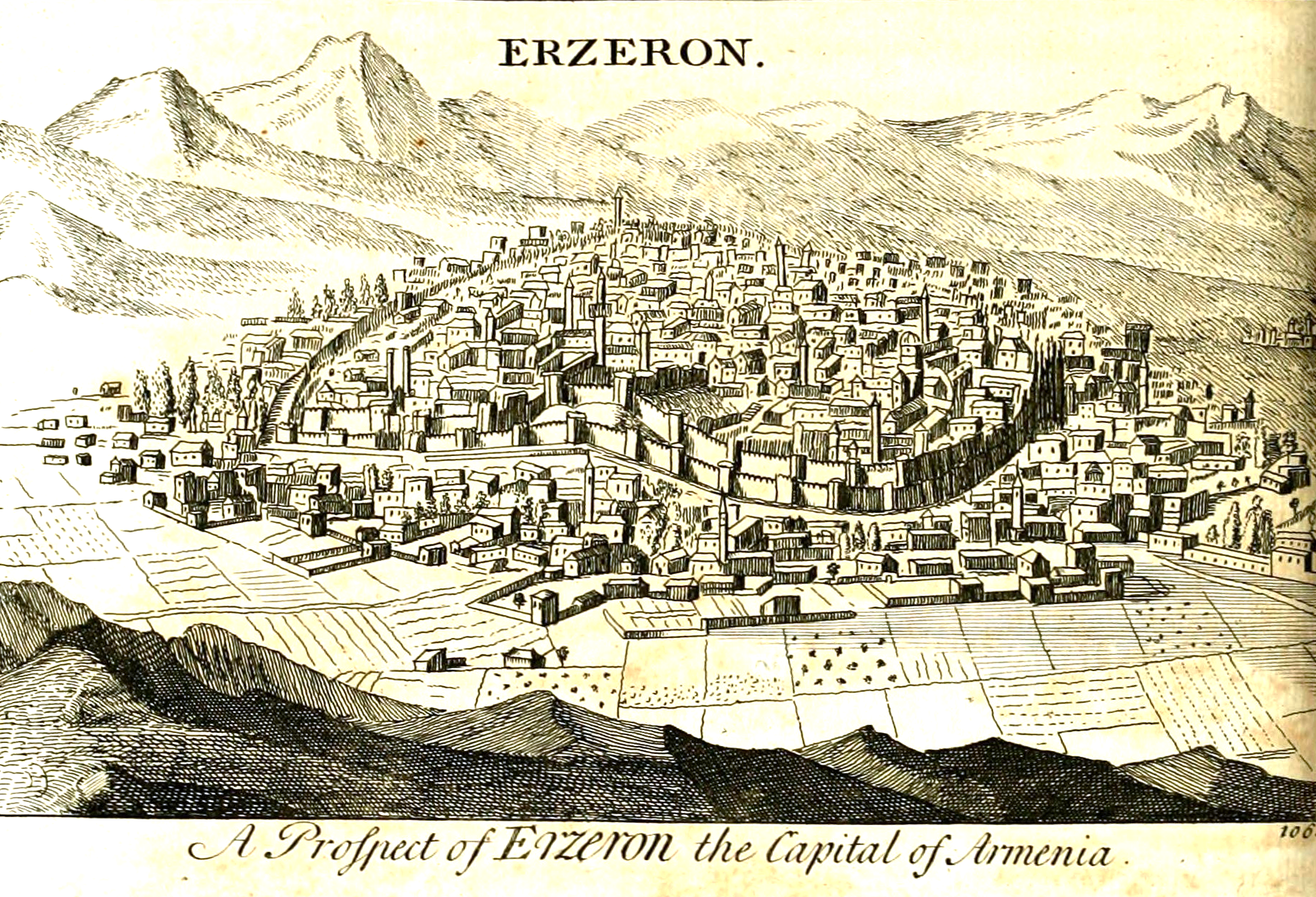
"Vue d'Erzeron, capitale de l'Arménie" par Joseph Pitton de Tournefort, 1718.

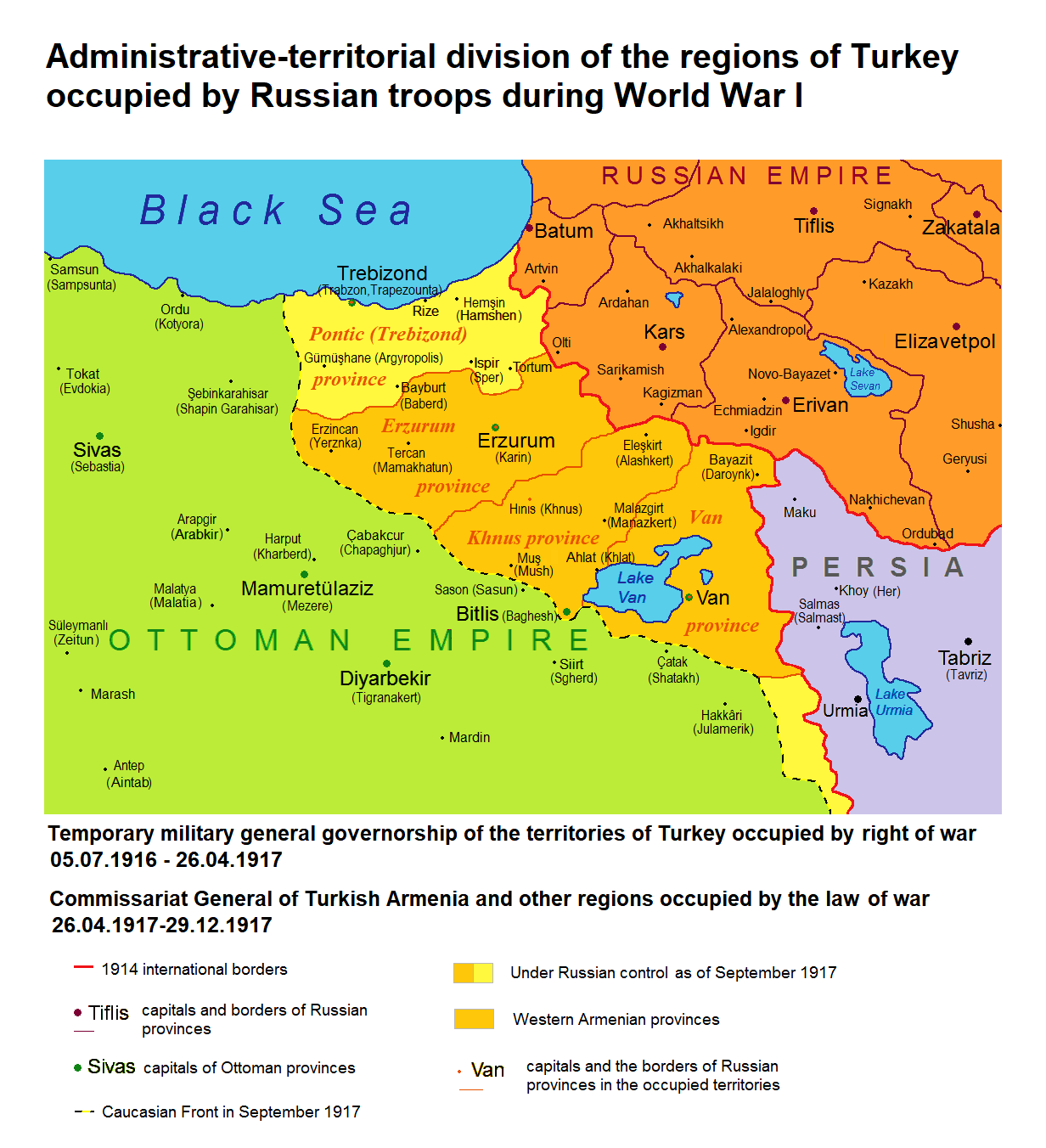
Région de Khnus dans la division administrative-territoriale des régions de Turquie occupées par les troupes russes pendant la Première Guerre mondiale 1916-1917

Bien que Hınıs soit l'une des plus anciennes colonies d'Erzurum, elle a occupé une position importante tout au long de l'histoire grâce à ses zones fortifiées et ses terres fertiles. Les royaumes arméniens servaient de postes frontières, changeant constamment de mains entre les Perses et les Romains.Hınıs, qui resta longtemps sous la domination des Perses, passa plus tard sous la domination de l'Empire byzantin.
On pense que Hınıs a connu le même sort lorsque Erzurum, qui était sous domination byzantine, est tombée aux mains des Sassanides en 502-503. Erzurum fut reprise par les Byzantins en 504. À l'époque du calife Osman, Habîb b. Erzurum et ses environs furent capturés en 653 par les forces arabes sous le commandement de Mesleme. Bien que les Byzantins capturèrent Erzurum en 686, la ville passa de nouveau sous la domination des armées arabes en 700. Erzurum, qui fut de nouveau capturée par les Byzantins en 753, rejoignit le règne abbasside en 756 par l'armée envoyée par le calife Mansur. Il semble que la colonie et ses environs, qui ont changé plusieurs fois de mains entre Byzance et les musulmans, soient passés sous la domination byzantine en août-septembre 949. Hınıs passa sous le règne des Seldjoukides avec la bataille de Manzikert, qui aboutit à la victoire du souverain seldjoukide Alparslan en 1071. Immédiatement après, elle rejoint la souveraineté de la Principauté de Saltuklu, établie sous les Seldjoukides vers 1080. Avec l'effondrement des Saltukides en 1202, la région rejoignit la souveraineté de l'État seldjoukide anatolien. En 1242, l'armée mongole sous le commandement de Baycu Noyan s'empare d'Erzurum et établit définitivement sa domination sur la région à la suite de la bataille de Kösedağ en 1243. Après que les Mongols aient divisé l'État, l'Ilkhanat a commencé à régner sur la région. Avec la dissolution de l'Ilkhanat en 1336, Erzurum et ses environs furent témoins de la lutte de nombreux seigneurs pour établir leur domination. Erzurum passa sous le règne de la Principauté d'Eretna et de son vizir, l'émir Mutahharten, en 1360. En 1385, la région fut capturée par les Karakoyunlu. En 1387, Erzurum fut capturée par les Timurides et en 1403, l'administration d'Erzurum fut laissée à l'émir Mutahharten Après de nombreux conflits, Erzurum et ses environs passèrent sous le règne des Karakoyunlular en 1436.
On sait qu'au XIVe siècle, la dynastie Şerefoğulları dominait la région de Bitlis en tant que sujet du Karakoyunlular. Dans le document Karakoyunlu de 1417, Hınıs fait partie des lieux où régnaient les seigneurs de Bitlis, autres que Bitlis. Avec la disparition des Karakoyunlular, la région rejoint la souveraineté des Akkoyunlular.
Hınıs; Sous le règne des Akkoyunlus, elle était dirigée par les seigneurs de la tribu Pazuki qui leur étaient soumis, et après l'effondrement de l'Akkoyunlus, elle passa sous la protection de la Principauté de Bitlis. Lorsque la région passa sous le règne des Safavides sous le règne d'Ismail Ier, Hınıs fut laissée sous le contrôle de Çolak Halid Bey, le seigneur de Pazuki. La colonie, qui est passée sous la domination ottomane pendant la campagne d'Iran de Selim Ier en 1514, est passée sous la domination de personnes nommées İskender et Halil Selmi après l'exécution de Çolak Halid Bey par les Ottomans. Cependant, avec le retour de l'armée ottomane, elle fut à nouveau capturée par les Safavides et la colonie fut à nouveau laissée sous le contrôle des seigneurs Pazuki. Au cours de la campagne d'Irakeyn, qui s'est déroulée sous le commandement du grand vizir Pargalı Ibrahim Pacha en 1534, la colonie a rejoint la domination ottomane.
Dans le récit de voyage d'Evliya Çelebi, Hınıs ; C'est le trône du seigneur sanjak dans la province d'Erzurum. Il y a 1 200 maisons kurdes dans le château de Hınıs. Il possède des mosquées, des masjids, une auberge, des bains et un petit bazar. Tous les bâtiments sont recouverts de terre de haut en bas, il n'y a jamais de structures carrelées. Et son peuple est entièrement composé de Kurdes Mahmudi
À la suite de l'édit Tanzimat déclaré en 1839, conformément à la politique de centralisation qui a commencé à être mise en œuvre dans la province d'Erzurum en 1845, le statut de patrie-ocak du sanjak de Hınıs a été aboli et avec l'établissement du nouvel ordre provincial, il est devenu un district de Erzurum Sanjak en 1864 et 1871. Depuis 1865, des immigrants tchétchènes se sont installés à Hınıs. Dans les archives de 1866, il est indiqué que Mirliva Abdurrahman Pacha a désarmé plus de quatre cents immigrants tchétchènes dans les villages de Hınıs et les a installés dans les districts d'Erzurum. Pendant la guerre ottomane-russe de 1877-1878, des réfugiés ossètes et tchétchènes furent installés à Hınıs.
Dans le récit de voyage de Vital Cuinet, selon les données de 1892, dans la ville de Hınıs ; Il y a au total 26 967 personnes, dont 16 746 musulmans, 10 073 Arméniens (9 312 grégoriens, 761 protestants) et 148 d'autres nationalités. Selon l'annuaire provincial de 1897, le district de Hınıs compte 204 villages. 27 349 personnes vivent dans le district, dont 18 603 musulmans, 8 506 Arméniens et 330 d'autres nationalités.
Comme les colonies environnantes, Hınıs a été touchée par la sécheresse qui a commencé en 1892 et s'est poursuivie en 1893. En raison de la famine, la plupart des habitants du sanjak de Hınıs ont émigré vers Diyarbakır à cette époque.
Pendant et après la première rébellion de Sassoun, des mouvements de rébellion arméniens ont commencé à se manifester à Hınıs, comme dans la région en général, et les tensions entre musulmans et Arméniens se sont parfois transformées en conflit armé. Après qu'une partie de la population musulmane ait été tuée le 16 décembre 1895, 32 Arméniens et 6 musulmans sont morts lors des événements également appelés rébellion de Khinis (incident de Hinis). Dans la région de l'Anatolie orientale, où se trouve Khinis, les régiments Hamidiye ont été créés en 1891 afin d'empêcher le mouvement indépendantiste des Arméniens et d'assurer efficacement la domination ottomane. Cependant, au fil du temps, ces régiments composés de diverses nations musulmanes ont commis des extorsions, des pillages, des viols, des massacres, etc. dans des villages arméniens et même musulmans. commencé à agir. Dans le mémorandum des pays occidentaux de 1895, une réorganisation a été effectuée dans les régiments Hamidiye en réponse aux demandes de réforme telles que l'établissement des frontières des pâturages et des pâturages d'hiver des tribus de l'Anatolie orientale et l'installation des nomades. En conséquence, les régiments Hamidiye furent divisés en 7 livas et Hınıs devint le centre de la 2e liva. Parmi les régiments de cette liva figurent Cemadanli, Zirikanli, Cibranli et Çiranli. les tribus y ont participé. En 1900, dans la commune de Hınıs, qui comprend la commune centrale et les communes de Halilçavuş, Karaçoban, Söylemez et Madrak ; Alors qu'il y a 4 806 ménages répartis dans 230 villages, un total de 30 596 personnes vivent dans le district, dont 17 551 hommes et 13 045 femmes.
En 1914, environ 150 200 Arméniens vivaient dans le district de Hınıs, dont 600 dans la ville de Hınıs, qui comptait huit églises, 3 monastères et 5 écoles. En juin 1915, pendant le Génocide arménien, un grand nombre d'Arméniens de Hınıs sont massacrés dans la vallée de Newala Ask.
Hınıs a été le théâtre d'importants combats pendant la rébellion de Cheikh Saïd en 1924, 
Dans les années 1990, Hınıs a été un foyer du militantisme kurde mené par le Parti des travailleurs du Kurdistan (PKK). Bien que la ville n'ait pas été le théâtre de combats permanents, elle est le lieu de naissance de nombreux combattants et commandants du PKK. La garnison militaire turque stationnée dans la ville est entourée de fils barbelés et de sacs de sable. La garnison patrouille la ville dans des véhicules blindés de transport de troupes (voitures), bien qu'il n'y ait pas eu de combats dans ou autour de la ville depuis les années 1990 jusqu'en août 2015, lorsque les combats entre les forces de sécurité turques et le PKK ont repris. La plupart des Kirmancki Zazaki sont des Alévis, alors que la plupart des Kurmanci kurdes sont des sunnites. Les communautés ont eu une existence séparée et tranquille jusque dans les années 1980.
Il y a environ 100 villages dans le district de Hınıs 
Conformément à la loi sur la déportation entrée en vigueur le 1er juin 1915, les Arméniens de Hınıs furent soumis à une migration forcée. Lors de cette migration, de nombreux Arméniens ont été tués, blessés et usurpés par les soldats et les forces tribales chargées de les protéger. Hınıs fut capturée par les Russes en 1916. Dans la période qui a suivi la Révolution d'Octobre dans l'Empire russe en 1917, avec la création de la République socialiste fédérative soviétique de Russie, l'armistice d'Erzincan a été signé le 15 décembre 1917 et les armées russes ont commencé à se retirer conformément à l'accord. Alors que les Russes se retiraient, la dernière communauté arménienne de Khinis se dirigea vers le territoire de la Russie soviétique. Après le retrait des armées russes, des gangs arméniens ont commencé à montrer leur activité dans la région en l’absence d’autorité. 870 musulmans ont été tués lors des raids des gangs arméniens contre les villages de Hınıs en 1918. À la suite de l'opération avancée de l'armée ottomane sous le commandement de Kâzım Karabekir, les bandes arméniennes commencèrent à se retirer et le 14 mars 1918, Hınıs passa à nouveau sous la domination ottomane. Cette date est célébrée aujourd'hui comme le jour de la libération de Hınıs.

## Séisme de Hınıs-Varto (1946 et 1966)
Selon les données, le premier tremblement de terre des années 1900 s'est produit à Malazgirt le 24 avril 1903, avec une magnitude de 6,7 et 2 626 personnes sont mortes. À la suite de cela, 839 personnes sont mortes dans le tremblement de terre d'une magnitude de 5,7 à Varto Hınıs le 31 mai 1946.
Le tremblement de terre, qui a été le plus efficace et a provoqué beaucoup de perturbations, à la migration et à la désintégration des familles, au fait que les problèmes de logement, de santé, d'école et de route ne sont toujours pas résolus et que la reprise de la vie devient très difficile, s'est produit le 19 août 1966, dont l'ampleur exacte est inconnue, et a fait 2 394 personnes décédées. De grands et petits tremblements de terre se produisent de temps en temps à Hınıs.

## Galerie

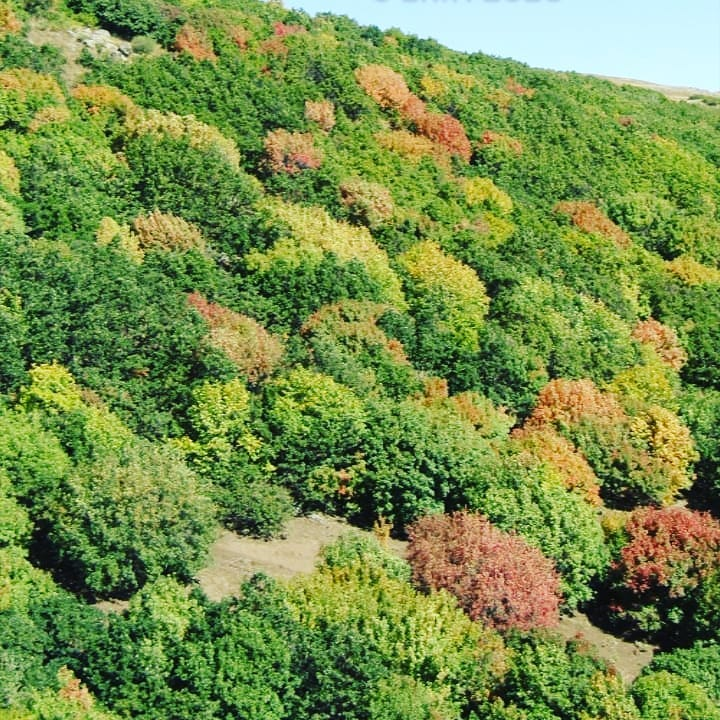
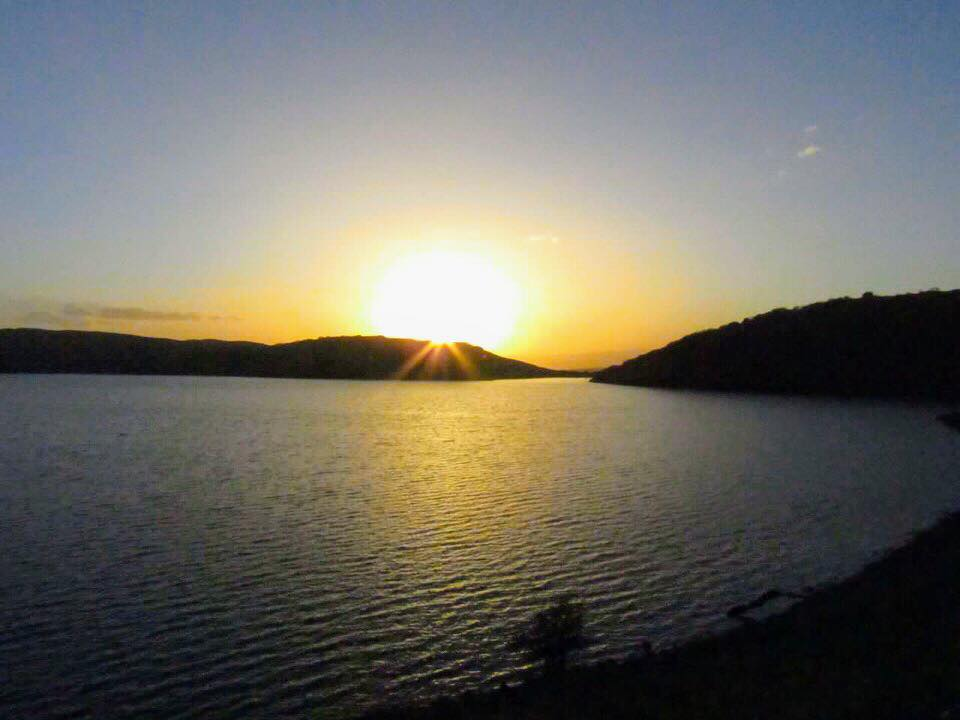
Lac d'Akdoğan
Lac d’Akdoğa

## Personnalités
- Cheikh Saïd (1865-1925) est un chef religieux musulman et nationaliste kurde.
- Cemal Gürsel (militaire et président de la République de Turquie de 1961 à 1966)